# Monumento del Llano Amarillo

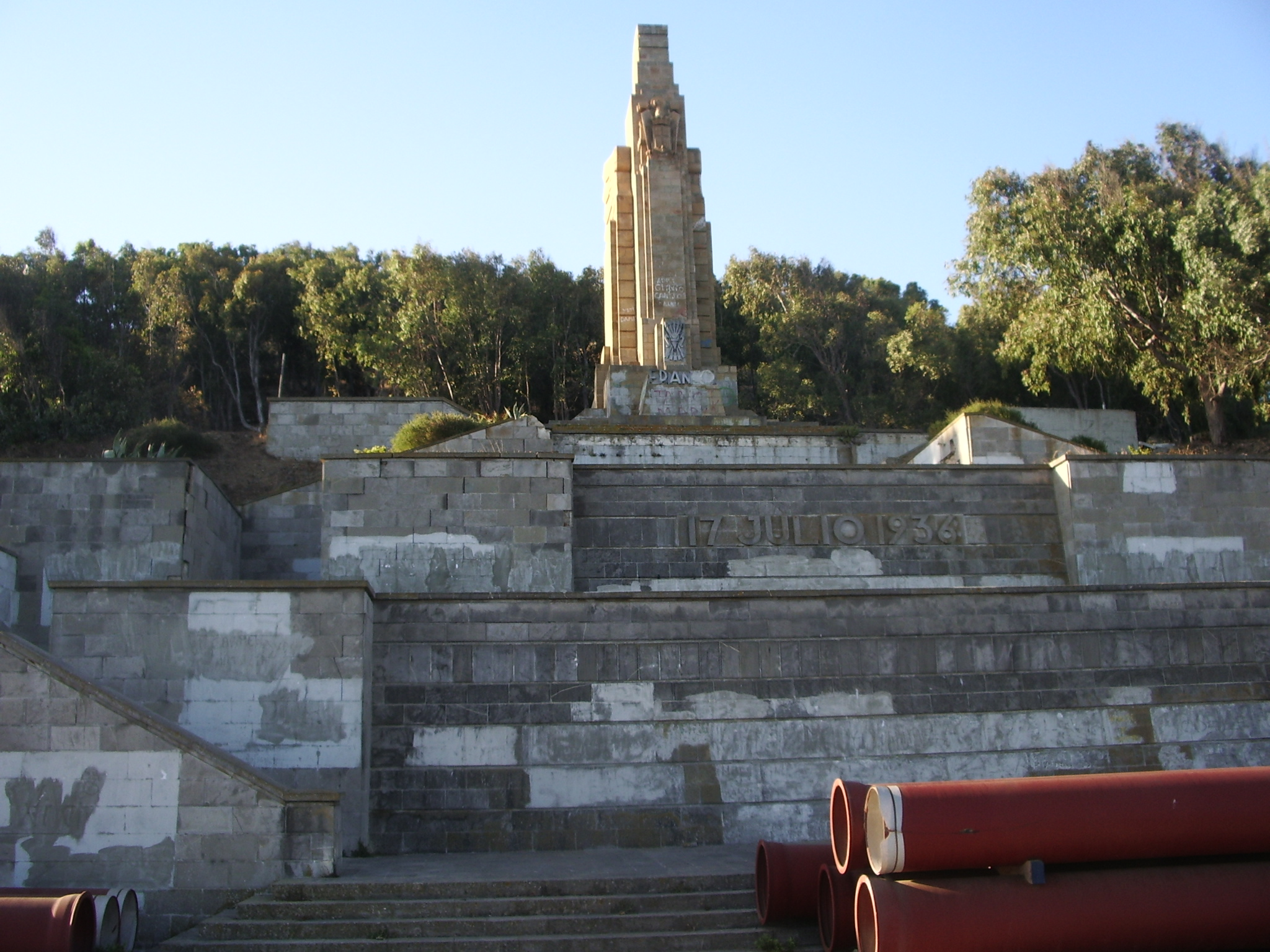
Monumento del Llano Amarillo, cuando todavía tenía la referencia a Franco.

El Monumento del Llano Amarillo es un obelisco que se encuentra en el margen de la carretera de San Amaro, junto al polvorín de Valdeaguas, a los pies del monte Hacho, en Ceuta (España). De estética monumentalista, el monolito reproducía el escudo de la Falange, y el del águila de San Juan, que aún se mantiene e imita en su forma al anterior.

## Historia
Es un monumento conmemorativo del “Juramento del Llano Amarillo”, episodio previo al inicio de la guerra civil española, por el que los generales amotinados en Marruecos, liderados por Yagüe, concretaron los últimos detalles del levantamiento contra la República.
Con ocasión del fin de unas grandes maniobras realizadas en el valle de Ketama, en la cordillera del Rif (5–13 de julio de 1936, entre 15.000 y 18.000 hombres, según las fuentes), tuvo lugar este encuentro, del que después se recordaría que los militares gritaron la consigna: “¡Café!” (¡Camaradas, Arriba la Falange Española!).

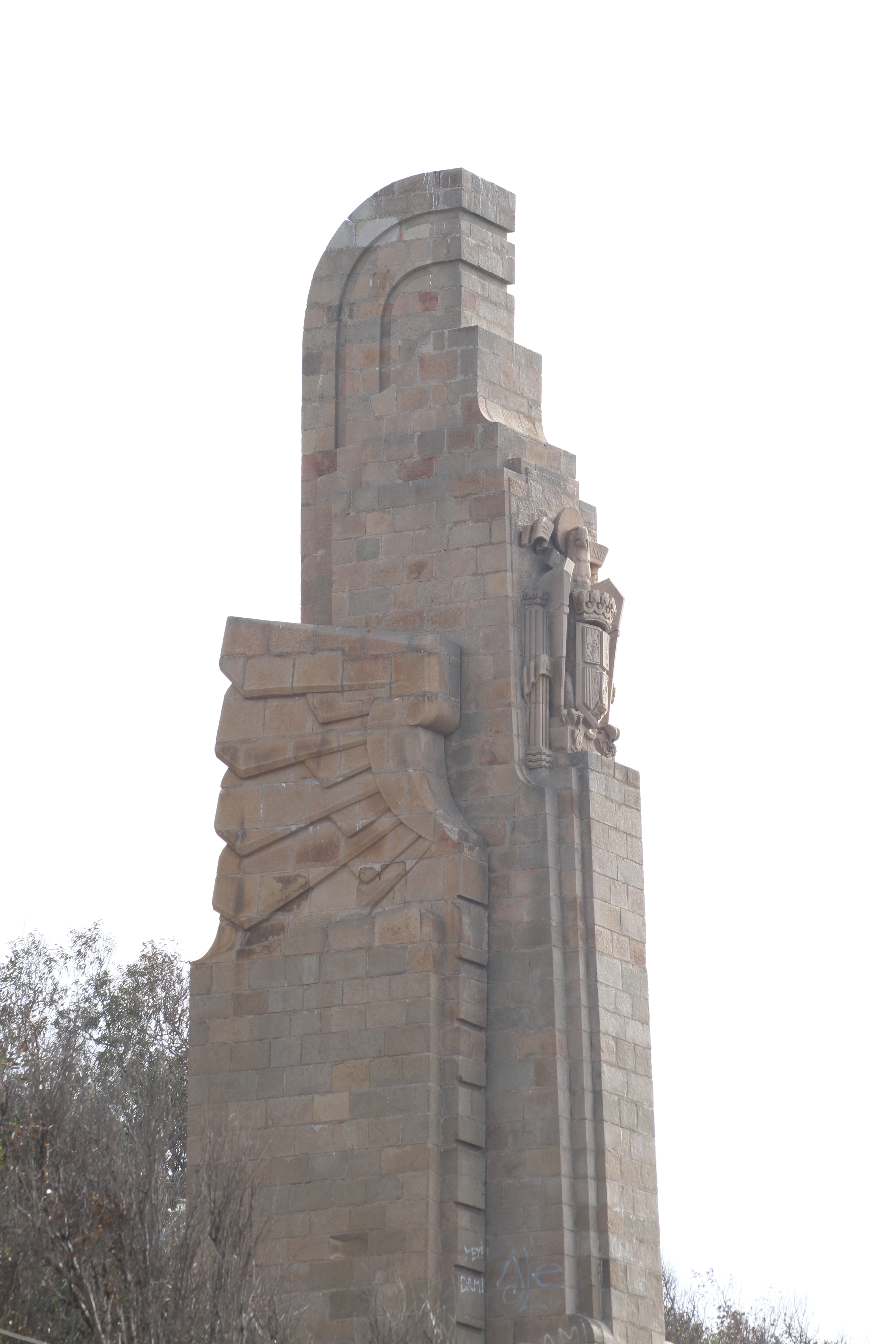
Vista del monumento.

Como símbolo del “juramento antes de la batalla”, el episodio fue considerado un adecuado motivo de propaganda, y se decidió erigir el obelisco, con fecha inscrita del 12 de julio de 1936. Se inauguró solemnemente el 13 de julio de 1940.
El monumento fue proyectado por Francisco Hernanz Martínez, y su realización corrió a cargo del escultor ceutí Bonifacio López Torvizco. Un análisis histórico de este monumento aparece en la obra Arquitectura y urbanismo español en el norte de Marruecos, publicado en el año 2000 por Antonio Bravo Nieto.

## Agresiones y traslado
En 1956-58 (¿?) sufrió un acto vandálico de carácter reivindicativo organizado y financiado por el político y banquero catalán exiliado en Tánger Josep Andreu Abelló, y llevado a término por cinco miembros del PCE, ayudados por un automóvil Opel Kapitan y unos botes de pintura. Las pintadas reclamaban “Amnistía y Libertad” para los presos políticos españoles, y causaron un gran impacto social en un momento clave, entre las turbulencias de la recién declarada independencia de Marruecos. La revista Mauritania, editada en Tánger por la misión franciscana, ejerció de portavoz del sentimiento de ofensa y ultraje al otro lado del estrecho de Gibraltar. Más tarde, las campañas impulsadas por el partido comunista, con apoyo de políticos de los nacientes partidos liberales marroquíes, sumadas al incremento del fervor nacionalista, hicieron que el gobierno español decidiera trasladar pieza a pieza el monumento a la plaza fuerte de Ceuta. En ese momento fue cuando se decidió modificar la inscripción de la fecha y sustituirla por la del 17 de julio, que había pasado a ser la jornada simbólica de la dictadura.

## Estado actual
Desde el final de la dictadura, el monumento se encuentra profundamente deteriorado, tanto por su falta de mantenimiento como por los actos vandálicos tales como pintadas. En aplicación de la ley de memoria histórica se elaboró un proyecto para su reforma y rehabilitación. La ciudad autónoma retiró el apellido Franco, pero el cambio de fecha del 17 de julio al 12 de julio, la rehabilitación, señalización e ilumininización no pudieron llevarse a cabo debido a la falta de fondos del gobierno central. En el año 2013, el gobierno ceutí ante las quejas de la coalición Caballas, decidió tapar con cemento el escudo falangista y la fecha del 17 de julio a la espera de que comience el proyecto de remodelación y adecentamiento.